# Binbaşı
Binbaşı o binbashi o anche bimbashi, è un grado militare delle forze armate turche; Binbaşı è un grado dell'esercito e dell'aeronautica militare turca equivalente al maggiore dell'Esercito Italiano e degli eserciti della NATO, alleanza militare di cui la Turchia fa parte mentre nella Marina militare turca il grado è Deniz Binbaşı, omologo del capitano di corvetta della Marina Militare Italiana.

## Origine del nome
Il termine Binbaşı deriva dal turco-ottomano Minbaşı (dal turco Ming - migliaia e baş -capo; "comandante dei mille"), o Binbaşı (dal turco Bin - mille e baş -capo; "comandante dei mille")  ereditato dall'esercito ottomano. Il titolo è stato usato anche dai patrioti serbi, con la dizione Bimbaša (serbo cirillico Бимбаша) durante la prima e seconda rivolta serba contro gli ottomani.

## Impero ottomano
Nell'Impero ottomano il grado era inferiore a Caimacam e superiore a  Kolağası. In seguito alla ristrutturazione dell'esercito turco del 1934, il grado di Binbaşı è omologo del maggiore degli altri eserciti della NATO, ma durante l'epoca della sublime porta e poi nel moderno esercito turco precedentemente al 1934, durante i primi anni della Repubblica turca il grado corrispondente alle funzioni del maggiore degli eserciti occidentali era Kolağası (primo capitano), che era superiore a Yüzbaşı (capitano) e inferiore a Binbaşı.
In seguito all'abolizione del grado di Kolağası nel 1934, il grado di Binbaşı venne declassato a maggiore, mentre prima del 1934 il grado di Binbaşı era equivalente nelle funzioni al tenente colonnello, in quanto fino al 1934 a coloro che ricoprivano il grado di Binbaşı veniva affidato il comando di un battaglione (tabur), comando che dal 1934 viene affidato a coloro che ricoprono i gradi di Yarbay omologo del tenente colonnello degli altri eserciti della NATO.

### Gradi dell'Esercito ottomano
| Grado   | Ufficiali generali | Ufficiali generali | Ufficiali generali | Ufficiali generali | Ufficiali superiori | Ufficiali superiori | Ufficiali superiori | Ufficiali subalterni | Ufficiali subalterni | Ufficiali subalterni | Ufficiali subalterni |
| ------- | ------------------ | ------------------ | ------------------ | ------------------ | ------------------- | ------------------- | ------------------- | -------------------- | -------------------- | -------------------- | -------------------- |
| Turchia | Müşir              | Ferik-ı Evvel      | Ferik-ı Sani       | Mirliva            | Miralay             | Kaymakam            | Binbaşı             | Kolağası             | Yüzbaşı              | Mülazım-ı Evvel      | Mülazım-ı Sani       |

| Grado   | Sottufficiali e graduati | Sottufficiali e graduati | truppa | truppa |
| ------- | ------------------------ | ------------------------ | ------ | ------ |
| Turchia | Çavuş                    | Onbaşı                   | Azab   | Nefer  |

## Egitto
Il grado, nella dizione di Bimbashi, o Bakbashi, era anche in uso nell'esercito dell'Egitto ottomano e poi del Regno d'Egitto fino al 1958, quando venne sostituito dal grado di Muqāddām in seguito alla ristrutturazione dei gradi dell'esercito egiziano dopo la rivoluzione del 1952 che rovesciò la monarchia trasformando l'Egitto in una repubblica.
Il grado nell'Egitto ottomano era anche denominato Bakbashi composto da due sillabe (baik), che significa mille e viene letto come sostantivo e da (Bash) che significa testa; il significato di  Bakbashi era pertanto capo di mille soldati.

Distintivo di grado di Bakbashi dell'Esercito Egiziano (1805-1958)